# RSS Tenacious
RSS Tenacious – singapurska fregata rakietowa z początku XXI wieku, jedna z sześciu zamówionych przez Singapur jednostek typu La Fayette. Okręt został zwodowany 15 lipca 2005 roku w stoczni ST Engineering Marine w Singapurze, a do służby w marynarce wojennej wszedł 5 lutego 2008 roku. Jednostka, oznaczona numerem taktycznym 71 nadal znajduje się w składzie floty i ma status operacyjny (stan na 2021 rok).

## Projekt i budowa
Nowatorska konstrukcja zaprojektowanych na przełomie lat 80. i 90. XX wieku francuskich fregat typu La Fayette, jej podatność na modernizacje oraz możliwość instalacji różnorodnego wyposażenia spowodowały, że 6 marca 2000 roku Singapur złożył zamówienie na sześć okrętów tego typu (przyczyniła się do tego m.in. skuteczna kampania reklamowa francuskich okrętów). Priorytetem w konstrukcji fregat było jak największe obniżenie powierzchni odbicia radiolokacyjnego, co osiągnięto poprzez pochylenie burt, nadbudówki i masztów pod kątem plus lub minus 10°, ograniczenie liczby elementów konstrukcyjnych wystających poza linie okrętu, zastosowanie do budowy materiałów absorbujących fale elektromagnetyczne oraz ograniczenie emisji cieplnej, akustycznej i magnetycznej . Nowością we francuskim przemyśle stoczniowym była również modułowa konstrukcja okrętów, składających się z 11 sekcji, co znacznie skróciło czas budowy jednostek. Okręty zamówione przez Singapur różniły się od francuskich wymiarami oraz uzbrojeniem i wyposażeniem radioelektronicznym.
RSS „Tenacious” zbudowany został w stoczni ST Engineering Marine w Singapurze . Stępkę okrętu położono 22 maja 2004 roku, a zwodowany został 15 lipca 2005 roku.

## Dane taktyczno-techniczne
Okręt jest fregatą rakietową o długości całkowitej 114 metrów, szerokości całkowitej 16 metrów i zanurzeniu 5 metrów. Wyporność pełna wynosi 3200 ton . Okręt napędzany jest przez cztery 20-cylindrowe silniki wysokoprężne MTU 20V 8000 M90 o łącznej mocy 36 MW (48 276 KM), poruszające poprzez wały napędowe dwoma śrubami. Maksymalna prędkość jednostki wynosi 27 węzłów. Zasięg wynosi 4000 Mm przy prędkości 15 węzłów.
Uzbrojenie artyleryjskie jednostki składa się z umieszczonej na dziobie w wieży pojedynczej armaty uniwersalnej OTO Melara Super Rapid kalibru 76 mm L/62 . Masa pocisku wynosi 6 kg, donośność 16 000 metrów, a szybkostrzelność 120 strz./min. Artylerię przeciwlotniczą stanowią dwa pojedyncze działka przeciwlotnicze MIT-20F2 kal. 20 mm L/90 . Broń lufową uzupełniają dwa pojedyncze wkm kal. 12,7 mm L/90 .
Uzbrojenie rakietowe stanowią cztery podwójne wyrzutnie przeciwokrętowych pocisków rakietowych Harpoon RGM-84C (okręt przenosi osiem rakiet) . Pocisk rozwija prędkość 0,9 Ma, masa głowicy bojowej wynosi 227 kg, a maksymalny zasięg wynosi 130 km. Prócz tego na okręcie znajdują się cztery ośmioprowadnicowe wyrzutnie pocisków przeciwlotniczych i przeciwrakietowych MBDA Aster w wersjach Aster 15 i Aster 30, z łącznym zapasem 32 pocisków . Maksymalny zasięg wynosi od 15 (Aster 15) do 30 km (Aster 30). Okręt wyposażony jest też w dwie potrójne wyrzutnie torpedowe kal. 324 mm . Torpedy ZOP A244S Mod 3 mają głowicę bojową o masie 34 kg i zasięg 7 000 metrów przy prędkości 33 węzłów.
Wyposażenie radioelektroniczne obejmuje dwa radary nawigacyjne Terma Scanter 2001, radar dozoru ogólnego Herakles MFR, wyposażony w dwie elektrooptyczne głowice obserwacyjno-celownicze system kierowania ogniem EADS Najir 2000, sonar holowany ALOFTS 980, zintegrowany system walki DSTA/ST oraz system rozpoznania elektronicznego Rafael C-Pearl-M. Na okręcie zamontowano też dwie wyrzutnie celów pozornych NGDS.
Wyposażenie lotnicze stanowi śmigłowiec Sikorsky S-70B Seahawk, stacjonujący w umieszczonych na rufie hangarze i lądowisku .
Załoga okrętu składa się z 86 oficerów, podoficerów i marynarzy (w tym 15 członków personelu lotniczego).

## Służba

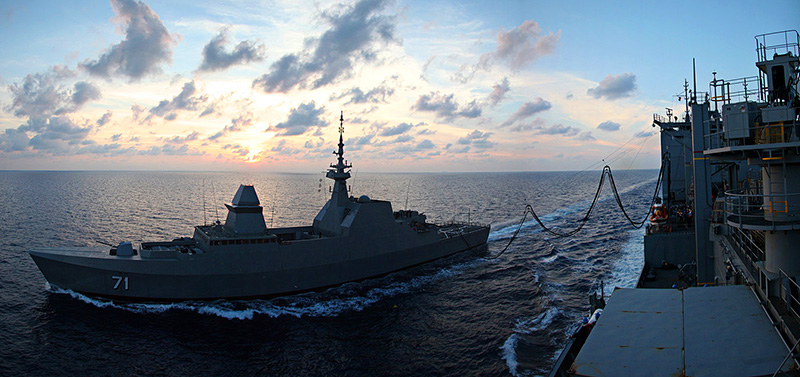
„Tenacious” w 2010 roku

RSS „Tenacious” został przyjęty do służby w marynarce wojennej Singapuru 5 lutego 2008 roku. Okręt otrzymał numer taktyczny 71 . Na początku XXI wieku okręt (wraz z siostrzanymi fregatami „Formidable”, „Intrepid”, „Steadfast”, „Stalwart” i „Supreme”) wchodził w skład 185. dywizjonu, stacjonując w Changi. Jednostka nadal znajduje się w składzie floty i ma status operacyjny (stan na 2021 rok) .